# 塩沢峠 (桐生市・みどり市)
塩沢峠（しおざわとうげ）は、群馬県桐生市とみどり市塩沢地区を結ぶ峠。荒神山登山道から分岐して、みどり市の塩沢集落に至る。

## 概要
塩沢地区は旧黒保根村の一部であったためにこの道は黒保根村中心部に至る唯一の重要な交通路であった。だが塩沢集落は1958年（昭和33年）2月1日に旧大間々町に編入された為、この道の重要度は急落した。編入の要因は、黒保根村に至る道はこの塩沢峠しかないので実質的な生活は大間々町に頼っていたためと考えられる。現在は軽トラックが走行できるか微妙なほど荒れている。